# Anthony Kimlin
Anthony Kimlin (* 20. Januar 1990 in Ipswich, Queensland) ist ein australischer Eishockeytorwart, der seit 2016 bei den Sydney Bears in der Australian Ice Hockey League spielt.

## Karriere
Anthony Kimlin begann seine Karriere als Eishockeyspieler bei den Toronto City Blues und spielte die folgenden Jahre bei weiteren Juniorenteams in Kanada. 2011 wechselte er zu den Whitby Dunlops, dem Nachfolgeclub des zweifachen Allan-Cup-Siegers, der 1958 als kanadische Eishockeynationalmannschaft den Weltmeistertitel errungen hatte. Bis 2016 spielte er für das Team aus dem Süden der Provinz Ontario die Wintersaison, während er im nordamerikanischen Sommer in der Australian Ice Hockey League aktiv war. Lief er 2012 für die Gold Coast Blue Tongues auf, so stand er 2013 im Kasten der Sydney Ice Dogs, mit denen er den Goodall Cup, die australische Meisterschaft, für sich entscheiden konnte. In beiden Jahren wurde er als bester Torwart der Liga ausgezeichnet. In beiden Jahren hatte er jeweils die beste Fangquote aller AIHL-Torhüter und bekam 2012 auch die wenigsten Gegentore pro Spiel. Seit 2016 spielt er für die Sydney Bears und wurde 2016 und 2018 erneut als AIHL-Torhüter des Jahres ausgezeichnet. 2016, 2017, 2018 und 2019 wurde er für das AIHL All-Star-Game nominiert. 2019 gewann er auch mit den Bears den Goodall Cup.

### International
Für Australien stand Kimlin im Juniorenbereich bei der U18-Junioren-Weltmeisterschaft der Division II 2007 im Tor.
Im Herrenbereich nahm er mit der australischen Mannschaft an den Weltmeisterschaften der Division I der 2012 und der Division II 2010, 2013, 2014, 2016, 2017, 2018, 2019 und 2023 teil. 2013, 2014, 2017 und 2018 wurde er als bester Spieler seiner Mannschaft ausgezeichnet und hatte 2010, 2013 und 2023 die drittbeste, 2017, 2018 und 2019 die zweitbeste sowie 2014 und 2016 die beste Fangquote aller Torhüter des Turniers. 2010, 2017 und 2019 erreichte er zudem den zweitbesten Gegentorschnitt des Turniers. 2016, 2017 und 2018 wurde er auch zum besten Torwart des Turniers gewählt.

## Erfolge und Auszeichnungen
- 2012 Bester Torhüter der Australian Ice Hockey League sowie wenigste Gegentore pro Spiel und beste Fangquote
- 2013 Gewinn des Goodall Cups mit den Sydney Ice Dogs
- 2013 Bester Torhüter und beste Fangquote der Torhüter in der Australian Ice Hockey League
- 2014 Beste Fangquote bei der Weltmeisterschaft der Division II, Gruppe A
- 2016 Aufstieg in die Division II, Gruppe A, bei der Weltmeisterschaft der Division II, Gruppe B
- 2016 Bester Torhüter und beste Fangquote der Weltmeisterschaft der Division II, Gruppe B
- 2016 AIHL-Torhüter des Jahres und Teilnehmer des AIHL All-Star-Games
- 2017 Bester Torhüter der Weltmeisterschaft der Division II, Gruppe A
- 2017 Teilnehmer des AIHL All-Star-Games
- 2018 Bester Torhüter der Weltmeisterschaft der Division II, Gruppe A
- 2018 AIHL-Torhüter des Jahres und Teilnehmer des AIHL All-Star-Games
- 2019 Gewinn des Goodall Cups mit den Sydney Bears
- 2019 Teilnehmer des AIHL All-Star-Games